# Montrigaud
Montrigaud [mɔ̃ʁiɡo] est une ancienne commune française située dans le département de la Drôme en région Auvergne-Rhône-Alpes.
Depuis le 1er janvier 2019, elle est une commune déléguée de Valherbasse.

## Géographie

### Localisation
Montrigaud est située à 24 km au nord de Romans-sur-Isère, 12 km au sud-ouest de Roybon (Isère), 14 km au sud-ouest d'Hauterives et 9 km au sud du Grand-Serre (chef-lieu de canton).

## Urbanisme

### Hameaux et lieux-dits
En 1891, la ferme Ageron est attestée.

## Toponymie

### Attestations
Dictionnaire topographique du département de la Drôme :
- 1333 : Montem Rigaudum (choix de docum., 39) ;
- 1336 : castrum Montis Rigaudi (Valbonnais, II, 311) ;
- 1336 : mention du mandement : mandamentum Montis Rigaudi (Valbonnais, II, 211) ;
- 1378 : de Monte Rigaudo (cartulaire de Montélimar, 72) ;
- 1521 : mention de la paroisse : ecclesia Montisrigaudi (pouillé de Vienne) ;
- 1563 : Montrigault (proc.-verb. des états de Montélimar) ;
- 1891 : Montrigaud, commune du canton du Grand-Serre.

### Étymologie
La première partie du toponyme provient du latin mons « montagne, mont, élévation » qui peut désigner une simple colline, en pays de plaine.

## Histoire

### Du Moyen Âge à la Révolution
La seigneurie :
- Au point de vue féodal, la terre était un fief des barons de Clermont et un arrière-fief des dauphins.
- 1327 : possession des Lavaure.
- 1347 : possession des dauphins.
- Les dauphins concèdent une charte de libertés municipales aux habitants.
- 1368 : la terre est cédée aux Sassenage.
- 1553 : elle passe aux Revel.
- Vers 1580 : passe aux Langon.
- 1657 : possession des abbés de Saint-Antoine.
- Vers 1730 : possession des Bressieu.
- Recouvrée par les Langon, derniers seigneurs.

En 1575, il y avait 295 personnes sujettes à l'impôt dans la communauté de Montrigaud qui comprenait alors les quartiers de Charaix, de Chabaudières et de Chaffaure qui en furent distraits en 1684 (voir Charaix sur la commune de Saint-Christophe-et-le-Laris).
Avant 1790, Montrigaud était une communauté de l'élection et subdélégation de Romans et du bailliage de Saint-Marcellin.

Elle formait deux paroisses du diocèse de Vienne Montrigaud et Saint-Julien-de-Montfol.

La paroisse de Montrigaud, en particulier, qui remplaça au XVe siècle celle de Saint-Romain de Péroux (ou Saint-Romain-de-Pérois), avait saint Romain pour patron, et les chapitres de Saint-Barnard de Romans et de Saint-Pierre de Vienne pour collateurs et décimateurs ; ce dernier, à cause du prieuré du Grand-Serre.
La terre avait la même étendue que le mandement et comprenait les communes de Montrigaud et de Saint-Bonnet-de-Valclérieux.

Le mandement de Montrigaud était une possession des dauphins. Il comprenait les communes actuelles de Montrigaud et de Saint-Bonnet-de-Valclérieux. En 1334, Humbert II de Viennois a échangé le mandement de Montluel et les Terres de Vaulx-en-Velin contre les terres de Bellegarde, de Saint-Donat et les châteaux et mandement de Montrigaud.

### De la Révolution à nos jours
En 1790, Montrigaud devient le chef-lieu d'un canton du district de Romans, comprenant les municipalités du Laris, de Montrigaud, de Saint-Bonnet-de-Valclérieux et de Saint-Christophe-du-Bois. Le mandement de Montrigaud a été démembré en deux communes, Montrigaud et Saint-Bonnet-de-Valclérieux, lors de la création du département de l'Isère le 3 février 1790.
La réorganisation de l'an VIII (1799-1800) en fait une simple commune du canton du Grand-Serre.
En 1842 la section de commune de Charraix a été détachée de Montrigaud pour être réunie à Saint-Christophe-de-Laris.

#### Création de la commune de Valherbasse
Le 1er janvier 2019, elle fusionne avec Miribel et Saint-Bonnet-de-Valclérieux pour constituer la commune nouvelle de Valherbasse dont la création est actée par un arrêté préfectoral du 28 août 2018.

## Politique et administration

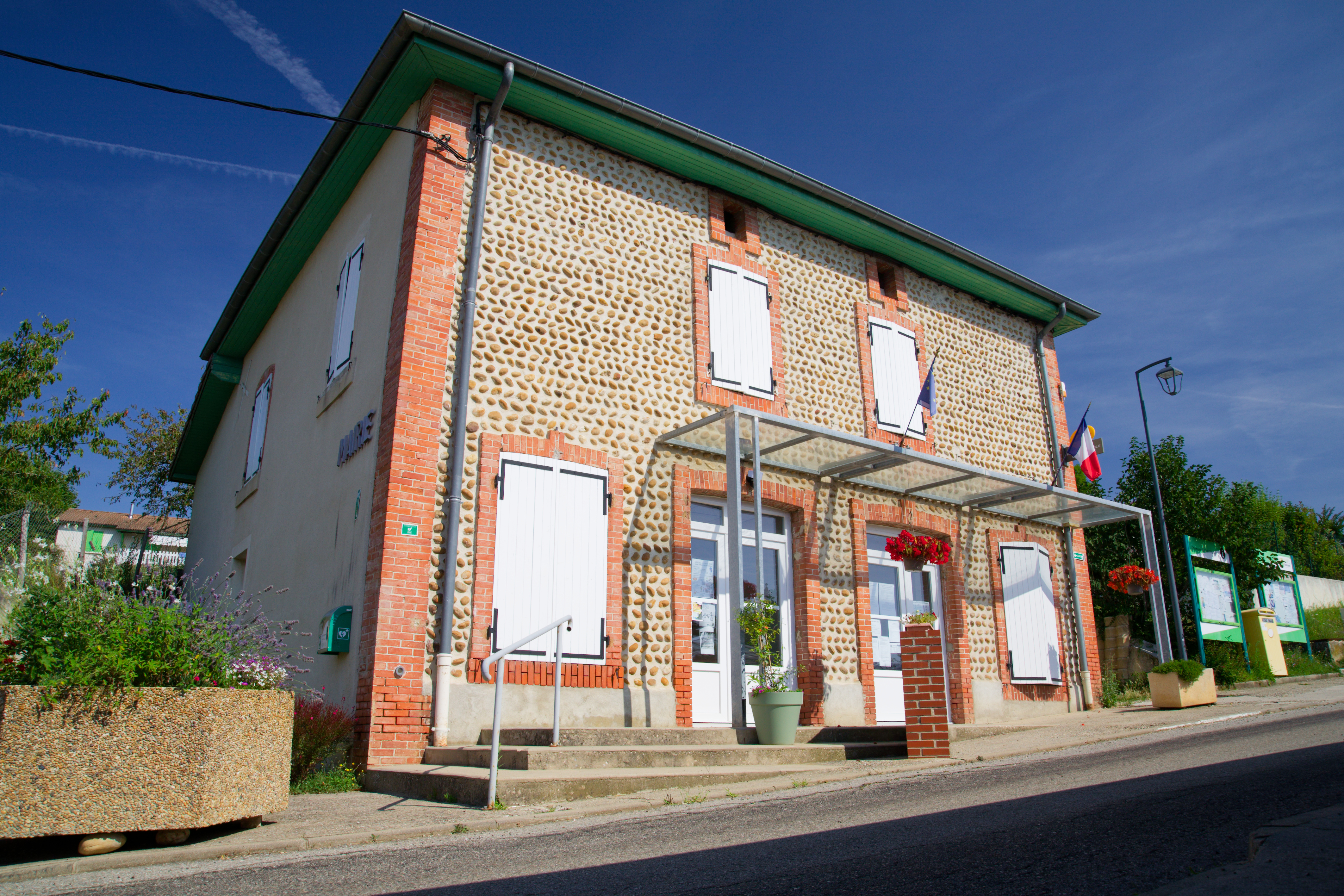
Ancienne mairie de Montrigaud, devenue commune déléguée de Valherbasse en 2019. Le bâtiment accueille désormais un bureau de poste, mais les lettres « Mairie » sont encore visibles sur le côté du bâtiment.

### Liste des maires (jusqu'en 2019)
| Période                                  | Période        | Identité          | Étiquette | Qualité       |
| ---------------------------------------- | -------------- | ----------------- | --------- | ------------- |
| Les données manquantes sont à compléter. |                |                   |           |               |
| 1871                                     |                | ?                 |           |               |
| 1874                                     |                | ?                 |           |               |
| 1878                                     |                | ?                 |           |               |
| 1884                                     |                | ?                 |           |               |
| 1888                                     |                | ?                 |           |               |
| 1892                                     |                | ?                 |           |               |
| 1896                                     |                | ?                 |           |               |
| 1900                                     |                | ?                 |           |               |
| 1904                                     |                | ?                 |           |               |
| 1908                                     |                | ?                 |           |               |
| 1912                                     |                | ?                 |           |               |
| 1919                                     |                | ?                 |           |               |
| 1925                                     |                | ?                 |           |               |
| 1929                                     |                | ?                 |           |               |
| 1935                                     |                | ?                 |           |               |
| 1945                                     |                | ?                 |           |               |
| 1947                                     |                | ?                 |           |               |
| 1953                                     |                | ?                 |           |               |
| 1959                                     | 1965           | Félicien Buisson  |           |               |
| 1965                                     | 1971           | François Bossan   |           |               |
| 1971                                     | 1977           | François Bossan   |           | maire sortant |
| 1977                                     | 1983           | Joël Bérard       | DVG       |               |
| 1983                                     | 1989           | Joël Bérard       |           | maire sortant |
| 1989                                     | 1995           | Joël Bérard       |           | maire sortant |
| 1995                                     | 2001           | Joël Bérard       |           | maire sortant |
| 2001                                     | 2003 (nov.)    | Serge Samarati    |           |               |
| 2003 (déc.) (statut ?)                   | 2008           | René Bret         |           |               |
| 2008                                     | 2014           | René Bret         |           | maire sortant |
| 2014                                     | 2018 (31 déc.) | Catherine Habrard |           | fonctionnaire |

## Population et société

### Démographie
L'évolution du nombre d'habitants est connue à travers les recensements de la population effectués dans la commune depuis 1793. Pour les communes de moins de 10 000 habitants, une enquête de recensement portant sur toute la population est réalisée tous les cinq ans, les populations de référence des années intermédiaires étant quant à elles estimées par interpolation ou extrapolation. Pour la commune, le premier recensement exhaustif entrant dans le cadre du nouveau dispositif a été réalisé en 2007.

En 2016, la commune comptait 490 habitants, en stagnation par rapport à 2010 (Drôme : +2,64 %, France hors Mayotte : +2,11 %).
| 1793  | 1800  | 1806  | 1821  | 1831  | 1836  | 1841  | 1846  | 1851  |
| ----- | ----- | ----- | ----- | ----- | ----- | ----- | ----- | ----- |
| 1 378 | 1 428 | 1 470 | 1 673 | 1 689 | 1 564 | 1 552 | 1 219 | 1 213 |

| 1856  | 1861  | 1866  | 1872  | 1876  | 1881  | 1886  | 1891  | 1896 |
| ----- | ----- | ----- | ----- | ----- | ----- | ----- | ----- | ---- |
| 1 186 | 1 144 | 1 115 | 1 074 | 1 054 | 1 075 | 1 070 | 1 019 | 955  |

| 1901 | 1906 | 1911 | 1921 | 1926 | 1931 | 1936 | 1946 | 1954 |
| ---- | ---- | ---- | ---- | ---- | ---- | ---- | ---- | ---- |
| 937  | 974  | 877  | 760  | 704  | 659  | 648  | 588  | 535  |

| 1962 | 1968 | 1975 | 1982 | 1990 | 1999 | 2006 | 2007 | 2012 |
| ---- | ---- | ---- | ---- | ---- | ---- | ---- | ---- | ---- |
| 487  | 452  | 372  | 343  | 432  | 446  | 489  | 495  | 476  |

| 2016 | - | - | - | - | - | - | - | - |
| ---- | - | - | - | - | - | - | - | - |
| 490  | - | - | - | - | - | - | - | - |

### Enseignement
La commune relève de l'académie de Grenoble.

### Manifestations culturelles et festivités
- Fête : dimanche suivant le 18 août[3].
- La vogue de Montrigaud se déroule chaque année le troisième week-end du mois d'août. Des tournois de pétanque et de boule lyonnaise ont lieu à cette occasion[réf. nécessaire].

### Loisirs
- Pêche[3].

### Médias

#### Presse audio-visuelle
La commune est située sur l'aire de diffusion de Ici Drôme Ardèche, une radio publique également diffusée sur tout le territoire du département de la Drôme et de l'Ardèche.

## Économie

### Agriculture
En 1992 : bois, pâturages (bovins, caprins), céréales.

## Culture locale et patrimoine

### Lieux et monuments
- Château ruiné de Langon (XVIIe siècle)[3].
- Église Saint-Romain de Montrigaud (XIXe siècle)[3].

### Héraldique, logotype et devise
|  | Montrigaud possède des armoiries dont l'origine et le blasonnement exact ne sont pas disponibles. |